# Ligne de Hanovre à Minden
La ligne Hanovre-Minden est l'une des lignes ferroviaires les plus importantes de Basse-Saxe et d'Allemagne. Elle relie Hanovre, capitale de l'État de Basse-Saxe, via Wunstorf, Stadthagen et Bückeburg (de) à Minden, Osnabrück, Amsterdam et à la région de la Ruhr. Sur le tronçon Seelze-Wunstorf, la ligne est parallèle à la Ligne de contournement de marchandises d'Hanovre (de).

## Histoire

### Construction et exploitation
L'ouverture de la ligne a lieu le 15 octobre 1847 par les Chemins de fer royaux hanovriens. Elle dessert principalement la principauté de Schaumbourg-Lippe, y compris sa ville résidentielle de Bückeburg, et établit une liaison continue de Hanovre à la Rhénanie. Le 12 décembre 1847, la ligne Wunstorf-Brême, qui part de l'ancienne gare insulaire de Wunstorf, est ouverte. Tout au long de son histoire, elle a également été l'une des lignes ferroviaires les plus importantes des États allemands, car elle relie les ports de Brême à l'Allemagne du Sud (de). D'autres lignes de liaison sont ou étaient la ligne Stadthagen-Stolzenau (de), la ligne Nienburg-Minden (de), la ligne principale de la Compagnie des chemins de fer de Cologne-Minden en tant que prolongement de la ligne vers la Rhénanie, la ligne Rinteln-Stadthagen (de), les chemins de fer de l'arrondissement de Minden (de) et le chemin de fer léger de Bad Eilsen (de) de Bückeburg à Bad Eilsen et brièvement via la banlieue de Meissen jusqu'à Minden.
Le 29 septembre 1968, une fois les travaux d'électrification terminés, les opérations électriques débutèrent officiellement ; La section Hanovre-Wunstorf est déjà électrifiée depuis 1964. Pour le trafic prévu pour l'EXPO 2000, deux voies supplémentaires pour la S-Bahn sont construites entre Hanovre et Seelze sur une plate-forme partiellement dégagée depuis 1912. Tous les quais avaient une hauteur de 76 cm et une longueur minimale de 210 m. La ligne compte désormais six voies dans la région Hanovre-Nordstadt-Seelze, quatre voies entre la gare centrale de Hanovre et Hanovre-Nordstadt grâce à des voies S-Bahn séparées, quatre voies entre Seelze et Wunstorf grâce à l'utilisation partagée de la ligne de contournement de fret, et deux voies dans la région Wunstorf–Minden. Le trafic de marchandises dans cette zone doit donc emprunter à plusieurs reprises des voies de garage pour permettre le passage de trains de voyageurs plus rapides. Avec la réorganisation du trafic après la réunification et l'orientation vers le trafic est-ouest, cette ligne principale ouest-est est l'une des lignes ferroviaires les plus fréquentées de la Deutsche Bahn (plus de 100 000 (trains en 2005).

### Accidents
Le 6 septembre 1923, après une erreur d'un chef de bloc, le D 10 de Berlin à Cologne près de Seelze-Lohnde percute le D 138 de Leipzig à Amsterdam. 18 personnes sont mortes, 19 sont blessés
Le 4 janvier 1943, le conducteur de la locomotive de la SFR 2304 ne voit pas un signal indiquant « Stop » avant Wunstorf, alors qu'il y a de fortes bourrasques de neige, et percute le D 8 sur. 25 personnes sont mortes, 169 d'autres sont blessés. Parmi les victimes se trouve le directeur économique et des transports de Basse-Saxe, Kurt Finkenwirth (de)
Le 19 mai 2016, un train ICE entre Wunstorf et Haste est entré en collision à la suite d'un arrachement au niveau du rail à ailettes d'un cœur d'essai  qui n'a pas résisté aux charges dynamiques de l'exploitation ferroviaire. Des dégâts matériels sont causés aux infrastructures et aux véhicules

## Extension

### Extension d'une ligne à grande vitesse
Le premier Plan fédéral d'infrastructures de transport (1973) mentionne l'extension de la ligne Dortmund-Hanovre-Brunswick comme l'un des huit projets d'extension prévus dans le secteur ferroviaire. Le projet est également inclus dans le Plan fédéral d'infrastructures de transport de 1980 (de)
En 1984, un tronçon de 23,5 kilomètres entre Bückeburg et Haste est rouvert au service avec des vitesses prévues de 200 km/h. En 1985, un tronçon de 13,0 kilomètres est construit entre Hanovre et Wunstorf. Ainsi, le tronçon de 6,9 kilomètres entre Haste et Wunstorf n'est pas conçu pour une vitesse de 200 km/h. À la suite d'une modification de la réglementation, les passages à niveau ne peuvent plus être franchis qu'à 160 km/h et les temps d'attente pour le trafic routier sont très importants en raison des nombreux passages de trains. Les passages à niveau sont donc progressivement remplacés par des passages supérieurs ou inférieurs, entre Haste et Rehren.

### Planification ultérieure
Après l'achèvement de l'extension de la ligne Minden-Hamm, de nouveaux travaux de construction sont déjà prévus dans les années 1920. Ce n'est qu'avec la réunification que la ligne revient au premier plan. La loi fédérale sur l'expansion des chemins de fer (de) du 15 novembre 1993, le tracé est évoqué comme une nouvelle mesure d'urgence. L'extension est également mentionnée à nouveau dans le Plan fédéral d'infrastructures de transport 2003. Les coûts de construction de l'extension à quatre voies sont estimés à environ 900 millions d'euros. Le plan-cadre d'investissement pour l'infrastructure fédérale de transport jusqu'en 2010, publié en 2007, ne prévoit aucune extension. Dans la révision du plan des besoins, publiée en novembre 2010, l'extension est reportée en raison d'un rapport coûts/avantages inférieur à 1. Dans ces conditions, l’extension du tracé n’est pas éligible à un financement. Le trafic doit plutôt se développer sur les lignes Löhne-Hildesheim-Brunswick (de). Le Conseil régional du gouvernement du district de Detmold prend une résolution contre cette décision, qui attend que l'extension de la ligne soit prise en compte dans le Plan fédéral d'infrastructure de transport 2030
La ligne entre Wunstorf et Minden est classée « ligne ferroviaire surchargée (de) » depuis 2012
Le projet de Plan fédéral d'infrastructure de transport 2030 prévoit une nouvelle ligne à deux voies entre Letter et Lindhorst, puis une extension de deux voies supplémentaires jusqu'à Echtorf et une nouvelle ligne entre Echtorf et Porta Westfalica, y compris un tunnel à travers le Jakobsberg. Entre Porta Westfalica et Letter, les nouvelles voies devaient être conçues pour une vitesse de 230 km/h, le tronçon Porta-Westfalica - Löhne pour une vitesse maximale de 180 km/h. Le gain de temps est de 10 minutes. Le gain de temps ainsi obtenu doit être de 10 minutes. En 2016, le projet ABS/NBS Hanovre-Bielefeld est inscrit en conséquence dans le plan des besoins de la loi fédérale sur l'aménagement des voies ferrées, où il porte la note de bas de page « Sans traversée de Seelze-Sud et sans tunnel de Jakobsberg, à condition que la réduction du temps de parcours de huit minutes probablement nécessaire pour une cadence allemande soit atteinte ».
Une nouvelle ligne à grande vitesse reliant Bielefeld à Hanovre (de) doit relier les deux villes en 31 minutes. Actuellement, un ICE dure 49 minutes. C'est nécessaire à la mise en œuvre du Deutschlandtakt,
En outre, le troisième projet d'expertise du Deutschlandtakt comprend un quai sur la voie 4 de la gare de Haste d'un coût de deux millions d'euros et un « ouvrage d'art du passage supérieur de Seelze », pour lequel des investissements de 165 millions d'euros aux prix de 2015 sont prévus. 209 millions d'euros supplémentaires sont prévus pour une courbe de raccordement à voie unique qui reliera la ligne à la ligne en direction de Hambourg à Hanovre-Burg
Dans son programme d'aménagement du territoire, la région de Hanovre décide d'étendre le tronçon Seelze–Wunstorf afin d'améliorer l'offre globale du S-Bahn. Le financement reste toutefois flou.

## Options de transport
Sur toute la ligne électrifiée circulent des trains Intercity-Express, Intercity, Regional-Express et S-Bahn. Il existe également un trafic de marchandises dense. Entre Minden et Hanovre, les trains RE (RE60/RE70 Brunswick – Rheine ou Bielefeld) circulent toutes les heures comme autorails de la compagnie ferroviaire Chemins de fer de Westphalie (de) et les trains S-Bahn sur la ligne S1 (Haste-Hanovre-Minden). Dans la section Wunstorf–Hanovre, le trafic S-Bahn est augmenté par la ligne S2 Haste-Hanovre-Nienburg. Cet itinéraire est également desservi par les trains RE sur les lignes RE1/RE8 (Hanovre-Brême-Norddeich Mole ou Bremerhaven (de)). Entre Haste et Hanovre, le tarif du Grand Hanovre Transport (de) (GVH) s'applique ; l'arrondissement de Schaumbourg est relié au GVH via un tarif d'abonnement spécial.